# Atirador

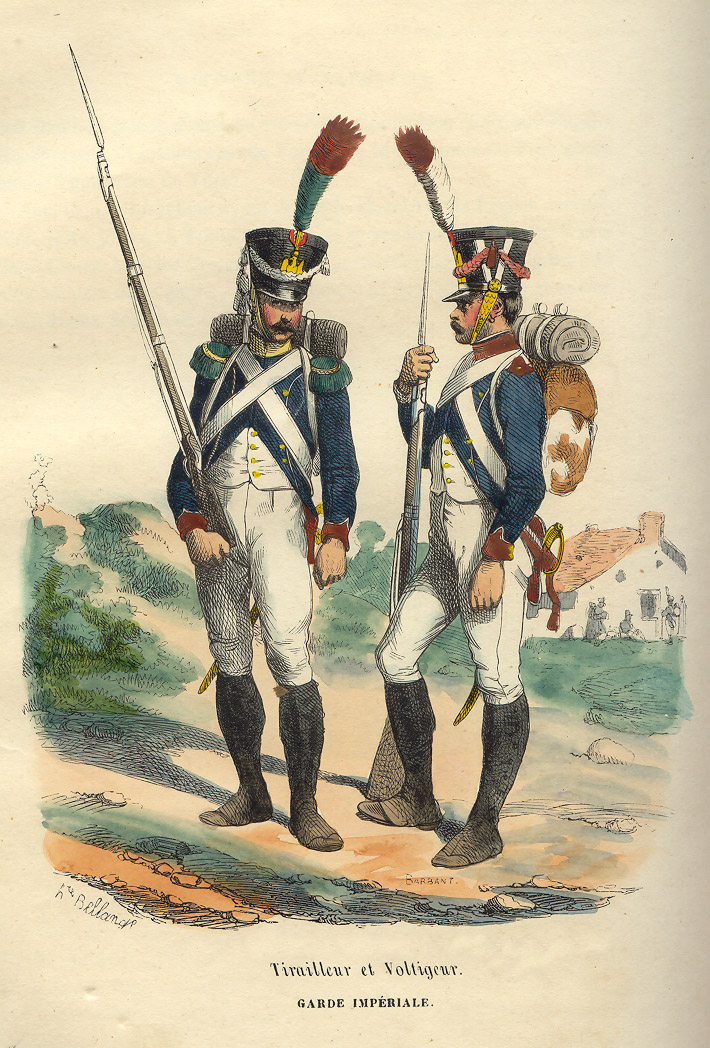
Atiradores da Guarda Imperial de Napoleão

Em ciência militar, um atirador é um soldado de infantaria ou de cavalaria, colocado nos flancos ou numa posição avançada em relação ao grosso das tropas, com a missão de flagelar o inimigo com tiros de arma ligeira. Em alguns exércitos, os atiradores são designados "escaramuçadores".
Para executarem os tiros de flagelação, normalmente, os atiradores espalham-se numa formação aberta conhecida como "linha de atiradores" ou "formação de atiradores".
Nos séculos XVIII e XIX, designação "atiradores" foi dada, nos exércitos de vários países, a várias unidades ou subunidades especializadas naquele método de combate. Posteriormente, com a adopção generalizada daquele método pela infantaria moderna, em alguns exércitos, todos os soldados de infantaria passaram a ser designados "atiradores". A designação "linha de atiradores" também passou a ser dada, em tática militar, às formações em ordem aberta da infantaria para execução de tiro de arma ligeira.

## História

### Antiguidade e Idade Média

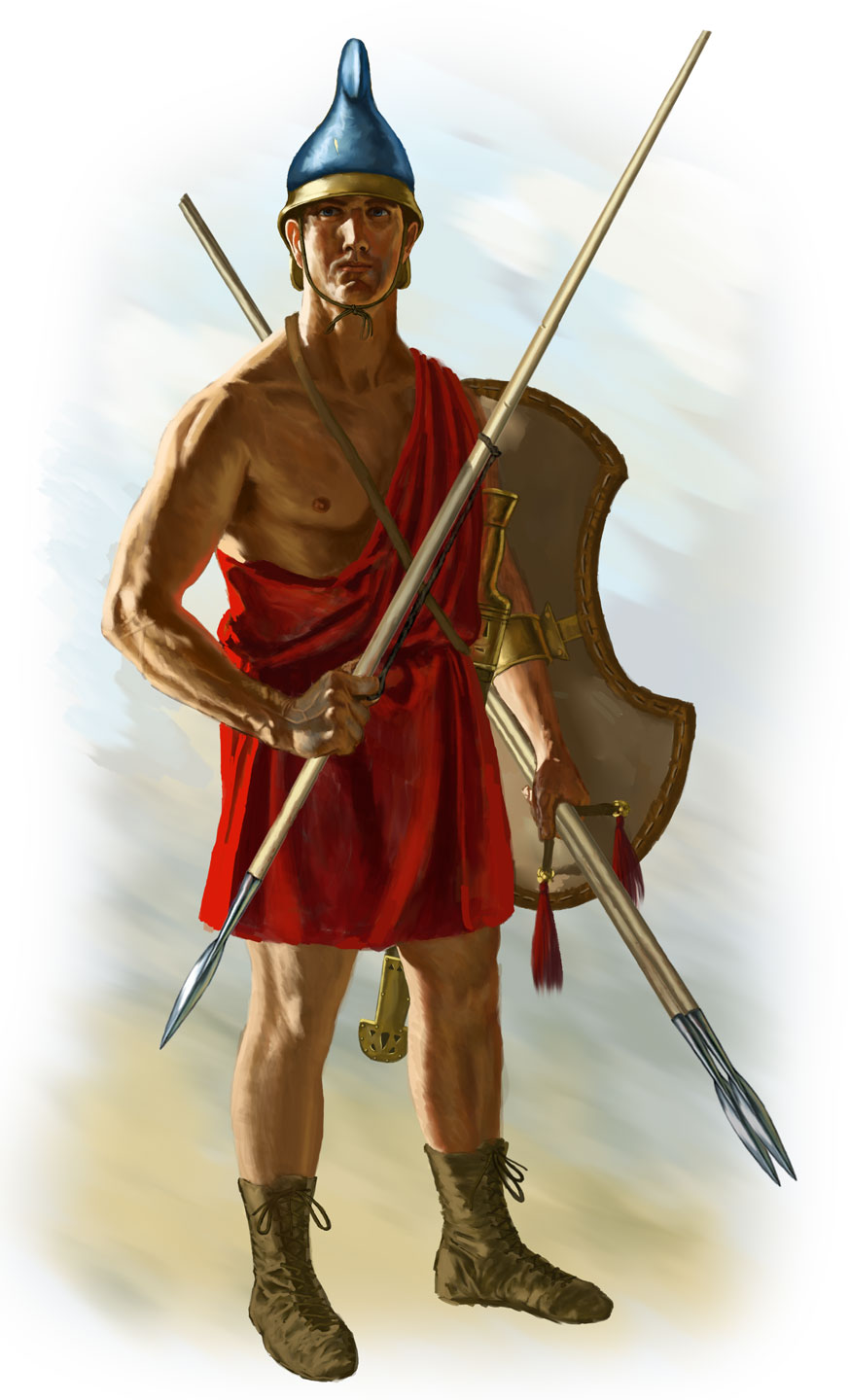
Peltasta lançador de dardos da Grécia antiga.

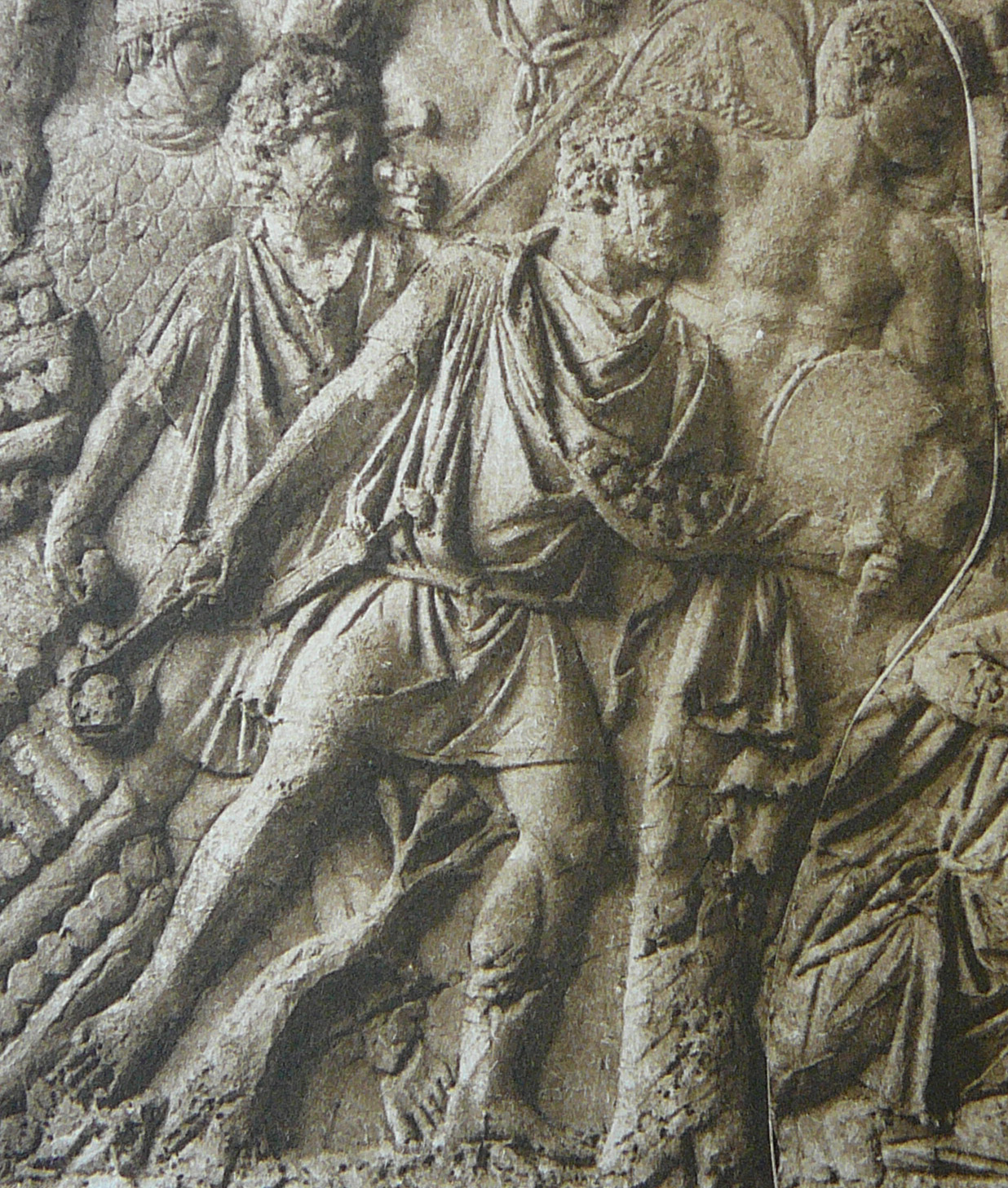
Fundeiros do Exército romano.

Nas guerras da Antiguidade e da Idade Média, os atiradores estavam tipicamente armados com arco e flecha, dardos e fundas, por vezes protegendo-se com escudos leves. Atuando como infantaria ligeira, com as suas armas ligeiras e armadura mínima, podiam correr para a frente da linha de batalha, disparando uma saraivada de projéteis e retirando para trás das linha antes da ocorrência de um choque com as forças inimigas. O objetivo dos atiradores era o de quebrar as formações de combate inimigas, provocando-lhes baixas antes do combate principal, bem como provocar a infantaria inimiga, levando-a a atacar prematuramente, desorganizando a força inimiga. Depois de acabadas as escaramuças iniciais, os atiradores participavam no combate principal atirando sobre as formações inimigas ou juntavam-se à refrega, combatendo corpo a corpo com adagas ou espadas curtas.
Devido à sua elevada mobilidade, os atiradores eram também eficientes no cerco de soldados inimigos, em caso de ausência de cavalaria amiga, bem como na realização de ações de reconhecimento, especialmente nas áreas florestais ou urbanizadas.
Na Grécia antiga, os atiradores tinham um baixo estatuto social. Por exemplo, Heródoto, na sua descrição da Batalha de Plateias, em 479 a.C., menciona que os Espartanos alinharam 35 000 hilotas levemente armados, em comparação com os 5000 hoplitas, não os mencionando, contudo, na sua descrição dos combates. Frequentemente, os historiadores gregos nem sequer os mencionavam, ignorando-os completamente. Era muito mais económico equipar-se como um combatente levemente armado do que como um hoplita completamente armado. Na verdade, não era incomum, um combatente ligeiro ir para o combate armado apenas com pedras. Assim, o baixo estatuto dos atiradores refletia o baixo estatuto das classes mais pobres da sociedade às quais pertenciam. Além disso, a tática do "bate e foge" era contrária ao ideal grego do heroísmo. No entanto, os atiradores contabilizaram vitórias significativas, como a da Campanha da Etólia em 426 a.C., onde os Atenienses foram derrotados pelos lançadores de dardos etólios e na Batalha de Esfactéria onde os atiradores atenienses derrotaram os Espartanos.
Os celtas, em geral, não favorecia o uso de armas de arremesso ou armas de projéteis, e as exceções apenas fazendo o uso deles como atiradores ou escaramuçadores. Os bretões, por exemplo, usavam fundas e dardos de forma extensiva, porém somente em assédios, não para molestar os adversários. Do mesmo modo, entre os gauleses se empregava o arco, porém para defender posições estáticas. A falta de atiradores ou escaramuçadores entre os celtas se deixou sentir muito negativamente durante a Invasão gaulesa dos Bálcãs de 279 a. C., na qual os invasores celtas se encontravam indefesos frente às tácticas de fustigação etólias.
Nas Guerras Púnicas, apesar da diferente organização dos exércitos romano e cartaginês, ambos usavam os atiradores de modo semelhante. Eram usados na exploração avançada em relação aos corpos principais dos exércitos.
Os atiradores medievais estavam geralmente armados com bestas e com arcos e flechas. No século XIV, apesar de desconsiderados pelos cavaleiros nobres, nas batalhas de Crécy e de Aljubarrota, os arqueiros ingleses e os besteiros portugueses derrotaram, respectivamente, as orgulhosas cavalarias pesadas francesa e castelhana, marcando o início da decadência da cavalaria medieval.

### Séculos XVIII e XIX
A Guerra dos Sete Anos e na Guerra da Independência Americana foram dois dos primeiros conflitos em que o uso de armas de fogo com cano de alma estriada começou a contribuir significativamente para o combate, em virtude da sua vantagem - em termos de alcance e precisão de tiro - sobre as vulgares espingardas de cano de alma lisa usadas pelos exércitos de meados do século XVIII. Muitos dos soldados do Exército Continental tinham pertencido às milícias coloniais, dando preferência às táticas de escaramuça, por influência da experiência dos combates com os índios nativos. Preferiam, nomeadamente, atirar sobre o inimigo a partir de posições abrigadas em vez de se empenharem em campo aberto. Estas tropas estavam armadas com o Long Rifle, um mosquete de cano de alma estriada desenvolvido no Velho Oeste americano.
Durante as Guerras Napoleónicas, os atiradores desempenharam um papel chave nas batalhas, tentando, por um lado, quebrar as forças principais inimigas, atirando contra as suas fileiras cerradas e tentando, por outro, impedir os atiradores inimigos de fazerem o mesmo contra as tropas amigas. Os atiradores geralmente espalhavam-se, abrigando-se atrás de árvores, edifícios e outros obstáculos, tornando-se alvos difíceis de atingir, tanto com armas ligeiras como com artilharia. Com quanto, a espingarda era a arma ligeira predominante da época, os Britânicos começaram a experimentar armas estriadas, conhecidas por "rifles" ("estrias" em inglês), que já tinham dado boas provas em combate na América. Os rifles mostraram ter um elevado efeito mortal, dada o seu maior alcance e precisão.
Vários exércitos incluíam também unidades de caçadores, com características semelhantes às dos atiradores, mas atuando, normalmente, com maior autonomia.
Durante a Guerra Civil Americana foi comum fazer desmontar a cavalaria, fazendo-a formar linhas de atiradores, para atrasar o avanço das tropas inimigas sobre um determinado objetivo.

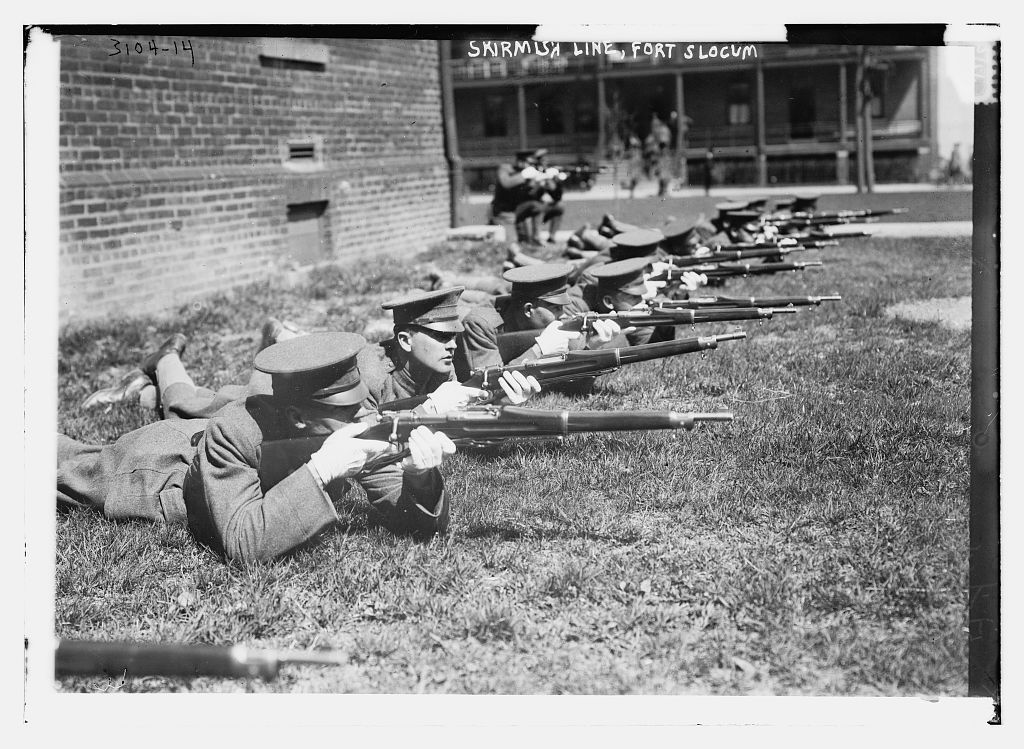
Soldados do Exército dos EUA em linha de atiradores, durante um exercício na primeira metade do século XX

A experiência obtida nas guerras do século XIX levou à tendência de treinar as tropas de linha a adoptar a linha de atiradores, bem como outras táticas até então só utilizadas pelos atiradores.

### Época moderna
No final do século XIX, o conceito de combate em formação cerrada era já coisa do passado, desaparecendo a distinção real entre a infantaria de linha e os atiradores. Vários exércitos passaram, inclusive, a designar todos os seus soldados de infantaria, como "atiradores", refletindo a nova tática usada pela infantaria, desaparecendo as outras designações tradicionais como "granadeiros" e "fuzileiros". Outros exércitos mantiveram estas designações apenas por tradição, já que estes tipos de tropas combatem, na prática, como atiradores.
Apesar de tudo, a doutrina militar da antiga União Soviética e da atual Rússia ainda distingue a infantaria mecanizada ligeira destinada a realizar operações a pé nos flancos, à semelhança dos antigos atiradores, da infantaria mecanizada pesada destinada a operar em conjunto com os carros de combate na linha principal de combate.

## Atiradores nos vários exércitos

### Alemanha
No Exército Alemão, atualmente, todos os soldados de infantaria são designados "Schützen" ("atiradores", em alemão).
Historicamente, os Schützen constituíam um tipo de infantaria ligeira surgida pela primeira vez no Exército da Prússia, no final do século XVIII, alargando-se depois aos exércitos de outros estados alemães. Em 1787, em cada companhia dos regimentos infantaria de linha, batalhões de granadeiros e batalhões de fuzileiros prussianos, passaram a existir dez soldados escolhidos, treinados como atiradores de precisão e armados com armas de cano estriado. Estes Schützen deveriam preceder o corpo principal das tropas, fazendo tiro contra o inimigo de modo a flagelá-lo e a quebrá-lo, além de formarem uma barreira de proteção contra os próprios atiradores inimigos. Os Schützen tinham características muito semelhantes às dos Jägers (caçadores), mas não formavam normalmente unidades independentes como estes.
Durante o século XIX, os Schützen foram desaparecendo, sendo transformados em Jägers ou absorvidos pela infantaria de linha. No início da Primeira Guerra Mundial, no Exército Alemão, a designação "Schützen" era apenas aplicada ao Batalhão de Schützen da Guarda, ao Regimento de Schützen nº 108 da Saxónia e aos soldados das unidades de metralhadoras. No decorrer da guerra, a designação foi também atribuída às unidades de cavalaria que combatiam apeadas.
Na década de 1930, o termo "Schützen" tornou-se a designação genérica de todos os soldados de infantaria das Forças Armadas Alemãs.

### Brasil

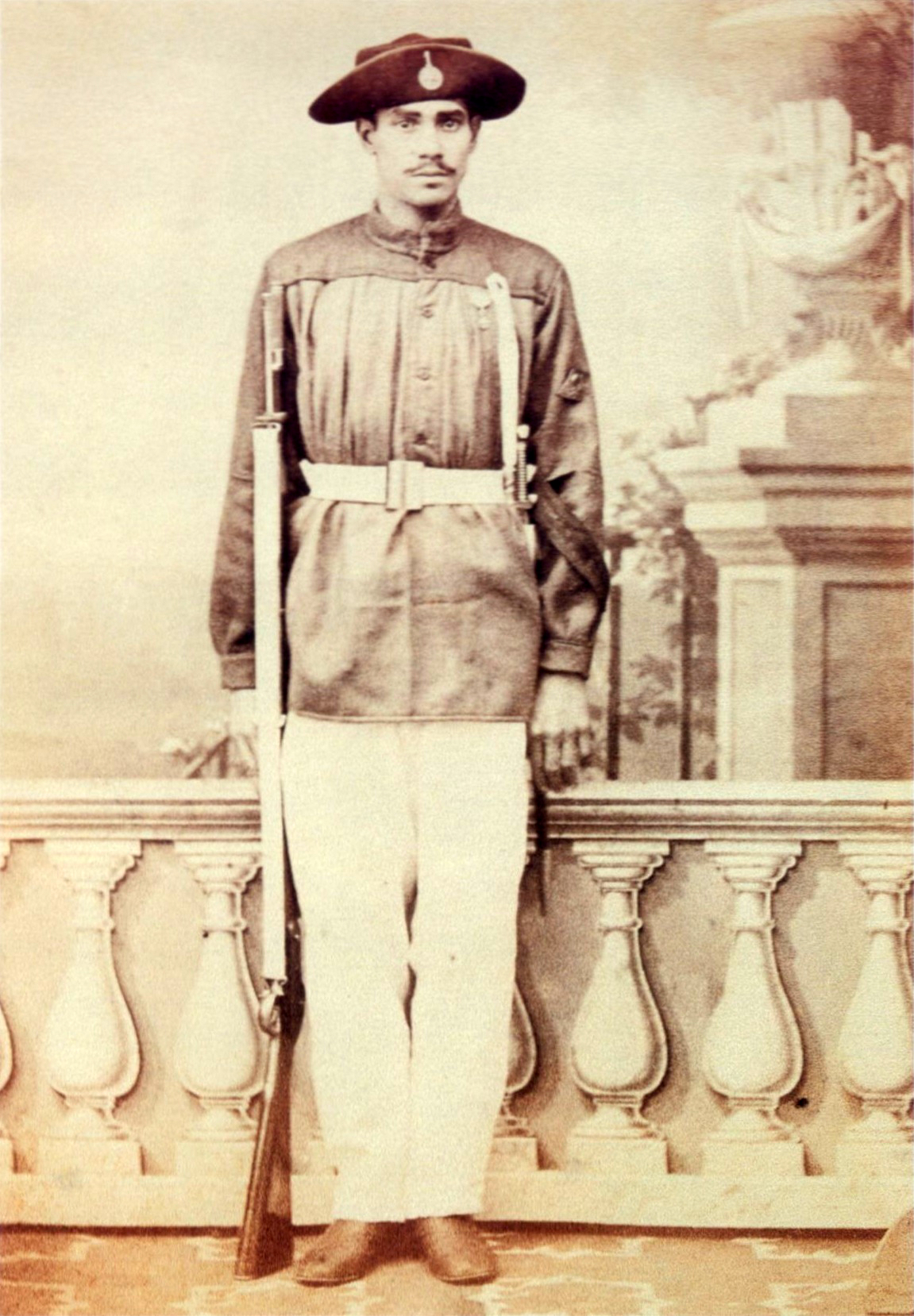
Um atirador brasileiro na guarnição de Niterói com o fuzil Enfield Snider

Na época do Império do Brasil, os atiradores brasileiros foram soldados de infantaria ligeira treinados na capital do Brasil, naquela época situada na cidade do Rio de Janeiro, esses soldados foram equipados com fuzis Snider-Enfield e sabres. Sua guarnição era em Fortaleza de São José da Ilha das Cobras junto com os fuzileiros navais do exercito imperial brasileiro.
No Exército Brasileiro, os atiradores são os reservistas formados em Tiro de Guerra. Os atiradores são reservistas de 2ª categoria aptos para desempenharem tarefas no âmbito da defesa territorial e da defesa civil. A sua formação normal é realizada durante um período de 40 semanas, com uma carga semanal de 12 horas.

### França

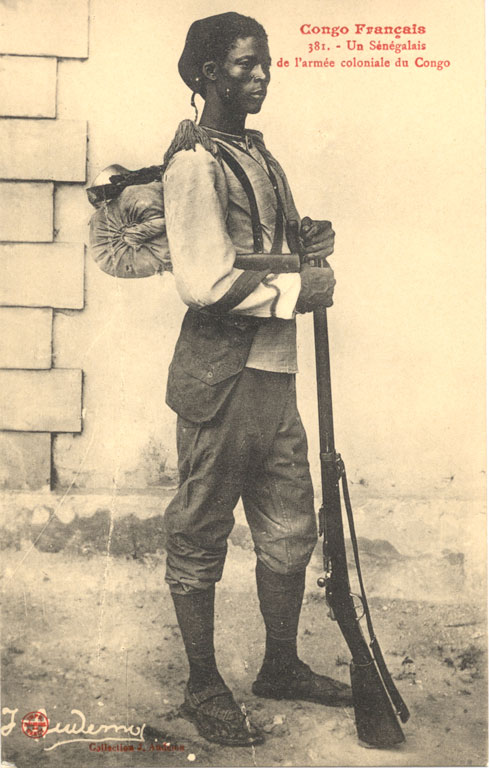
Tirailleur senegalês no início do século XX

Na época das Guerras Napoleónicas, o termo "tirailleur" ("atirador" em francês) designava genericamente os soldados de infantaria ligeira do Exército Francês. Em 1809, Napoleão Bonaparte criou os regimentos de atiradores-granadeiros e de atiradores-caçadores, ambos fazendo parte da Jovem Guarda. Em 1810, todos estes regimentos foram transformados em regimentos de atiradores da Guarda Imperial. Com a dissolução do Império Napoleónico, todos os regimentos de atiradores da Guarda foram extintos.
Subsequentemente, a designação "tirailleurs" passou a ser aplicada à generalidade das unidades indígenas da infantaria colonial francesa. A primeira unidade com esta designação foi o 1º Batalhão de Tirailleurs de Vincennes, uma unidade de infantaria ligeira metropolitana que desembarcou em Argel no início de 1840. No ano seguinte, foi levantado um batalhão de tirailleurs indígenas, composto por soldados árabes e berberes recrutados na Argélia. Esta unidade destacou-se na Guerra da Crimeia, ganhando o apelido de "Turcos", pelo qual ficariam conhecidos os tirailleurs do Norte de África a partir de então. Posteriormente, além das unidades argelinas, foram levantados regimentos e batalhões de tirailleurs tunisinos, marroquinos, senegaleses, malagaxes, annamitas, tonkineses e cambojanos.
As unidades de tirailleurs coloniais lutaram em quase todas das campanhas militares francesas da segunda metade do século XIX e da primeira do século XX. Grandes contigentes de tirailleurs coloniais combateram inclusive na Europa, durante a Primeira e a Segunda Guerra Mundial.
As unidades de tirailleurs foram sendo extintas à medida que os territórios coloniais franceses se foram tornando independentes. A última delas, o 5º Regimento de Tirailleurs Marroquinos, foi extinto em 1965. Contudo, em 1994, o anterior 170º Regimento de Infantaria do Exército de Terra Francês passou a designar-se "1º Regimento de Tirailleurs", assumindo as tradições dos antigos tirailleurs coloniais, apesar de ser composto por pessoal francês. Em cerimónias, o regimento usa um uniforme baseado no dos antigos tirailleurs argelinos.

### Portugal
Hoje em dia, "atirador" é a designação genérica dos soldados de infantaria do Exército Português. Os soldados armados com espingarda equipada com lança-granadas são designados "atiradores-granadeiros". Os soldados das unidades de cavalaria que exercem funções do tipo da infantaria são designados "atiradores-exploradores".
Em 1808, ao serem criados os batalhões de caçadores do Exército Português, foi dado o nome de "atiradores" aos soldados armados de armas de cano de alma estriada (conhecidas por rifles ou, ocasionalmente, "carabinas") que formavam uma das companhias de cada um daqueles batalhões. Estas subunidades eram chamadas "companhias de atiradores" ou "companhias de rifles". Os membros das companhias de atiradores dos batalhões de caçadores eram considerados caçadores de elite que, com os seus rifles, podiam executar tiros de precisão a maiores distâncias que os restantes caçadores que estavam armados apenas com armas de cano de alma lisa.
Na organização do Exército de 1834, os regimentos de infantaria de linha também passaram a dispor de uma companhia de atiradores que, juntamente com a companhia de granadeiros, era uma das companhias de flanco ou de elite dos regimentos. Nos regimentos de infantaria, os atiradores destinavam-se a fazer tiro de precisão em ordem dispersa e autonomamente, ao contrário dos fuzileiros das companhias de linha que actuavam fazendo descargas conjuntas de fuzilaria em ordem cerrada. Dentro de cada regimento de infantaria, os atiradores identificavam-se por usarem um penacho verde na cobertura, em contraste com os penachos brancos dos fuzileiros e com os vermelhos dos granadeiros.
Com a introdução generalizada das armas de carregar pela culatra e de cano estriado, no final do século XIX, todos os soldados de infantaria puderam passar a actuar como atiradores. A precisão, o alcance e a rapidez de carregamento das novas armas, já não obrigava a infantaria de linha a organizar-se em formações cerradas para fazer descargas conjuntas como único meio de aumentar as hipóteses de atingir os alvos. Como tal, desapareceu distinção entre os vários tipos de soldados e assim as classificações dos mesmos em atiradores, fuzileiros e granadeiros.
No final da década de 1920, o Exército Português passou a utilizar o termo "atirador" como designação genérica de todos os soldados de infantaria.
O Exército Português tem actualmente na secção de Infantaria um curso de Atiradores, sendo o código do curso 031-Atirador.
Este curso é ministrado pela CAT (Companhia de Atiradores)